# La clinica della Foresta Nera
La clinica della Foresta Nera (Die Schwarzwaldklinik) è una serie televisiva tedesca prodotta dal 1984 al 1988 e andata in onda per la prima volta in 70 episodi sulla rete ZDF dall'ottobre 1985 al marzo 1989. In Italia è andata in onda tra la seconda parte degli anni ottanta e l'inizio degli anni novanta, prima su Rai 3 e poi su Rai 2; è stata anche replicata su Telemontecarlo tra il 2000 ed il 2001. La serie ebbe un grande successo in Germania ed ottenne dei buoni ascolti anche in Italia. Negli ultimi anni veniva trasmessa a partire dalle ore 12.00, subito prima del Telegiornale.

## Trama
Il Prof. Klaus Brinkmann è il primario di una splendida clinica immersa nel verde, in cui si snodano le vicende umane e professionali degli altri medici, degli infermieri e dei pazienti.